# Ali de Vries
Alida Elisabeth Christina (Ali) Gerritsen-de Vries (Den Helder, 9 augustus 1914 - Amsterdam, 20 januari 2007) was een Nederlandse sprintster, die zich vooral manifesteerde in estafettes. Zij nam eenmaal deel aan de Olympische Spelen, maar viel met een vijfde plaats op de 4 x 100 m buiten de prijzen.

## Biografie

### Collecteren voor de Olympische Spelen
De Vries startte haar atletiekloopbaan in 1934, toen zij zich als lid aanmeldde van ADA, de specifieke Amsterdamse Dames Atletiekvereniging. Dit gebeurde in een periode waarin de naweeën van de crisistijd nog werden ondervonden. Het ledental van de KNAU daalde voortdurend, waarbij de betere klasse vooral de hockey- en tennissport beoefende. Volkssporten als voetbal en atletiek werden veracht. Vooral vrouwen die zich vrijwillig in het openbaar inspanden, moesten het ontgelden. Wie naar de Olympische Spelen van Berlijn wilde, moest eerst met de collectebus rond. De deelnemers rammelden, onder andere bij thuiswedstrijden van Ajax, een deel van de reiskosten bij elkaar.
Ali de Vries behoorde al gauw tot de olympische kandidaten. Haar moeder kwam tijdens haar carrière echter bij zegge en schrijve één wedstrijd kijken. 'Na afloop zei ze: ik kom niet meer, want je kijkt zo lelijk terwijl je hardloopt', aldus De Vries. Ze 'haalde' in 1936 echter Berlijn als lid van het Nederlandse estafetteteam, waar ze op de 4 x 100 m vijfde werd in een tijd van 48,8 s. Ze maakte deel uit van een ploeg, waarin verder Kitty ter Braake, Fanny Koen en Lies Koning zaten. Hetzelfde team had eerder in de series met 48,4 het nationale record verbeterd. Dit record zou, mede onder invloed van de Tweede Wereldoorlog, standhouden tot 1946.

### Actief tot eind jaren vijftig
De Vries werd eenmaal Nederlands kampioene: in 1941 veroverde zij goud op de 200 m. Na de Tweede Wereldoorlog ging zij tot het einde van de jaren vijftig door met de wedstrijdatletiek. Uiteindelijk hing zij op 43-jarige leeftijd haar spikes aan de wilgen. Daarna richtte zij zich meer op de begeleidende kant van de atletieksport. Zo haalde zij haar jurydiploma’s en trad zij toe tot de Commissie Dames Atletiek van de KNAU. In haar rol van bestuurder, trainster en ploegleidster ontwikkelde Ali Gerritsen–de Vries zich tot een sterke pleitbezorger voor vrouwen in de atletiek. 'Tante Ali' was een monument in de atletieksport en destijds zeer betrokken bij 'haar club' ADA. Zij koesterde tot op hoge leeftijd een warme belangstelling voor de baanatletiek, onder andere tijdens de nationale kampioenschappen.

### Lid van verdienste
Ali Gerritsen-de Vries werd wegens haar grote inzet voor de atletieksport in de jaren zeventig benoemd tot lid van verdienste van de Atletiekunie.

## Nederlandse kampioenschappen
| Onderdeel | Jaar |
| --------- | ---- |
| 200 m     | 1941 |

## Persoonlijke records
| Onderdeel    | Prestatie | Datum        | Plaats    |
| ------------ | --------- | ------------ | --------- |
| 100 m        | 12,2 s    | 12 juni 1938 | Rotterdam |
| 200 m        | 25,9 s    | 13 juli 1941 | Rotterdam |
| hoogspringen | 1,55 m    | 25 mei 1941  | Amsterdam |

## Onderscheidingen
- Unie-erekruis in goud van de KNAU - 1967
- KNAU lid van verdienste - 1973